# Морган де Санктис
Морган де Санктис (итал. Morgan De Sanctis; Гвардијагреле; 26. март 1977) бивши је италијански фудбалер који је играо на позицији голмана. Тренутно ради као менаџер Роме.

## Статистика каријере

### Репрезентација
Ажурирано 16. октобра 2012.
| Италија | Италија  | Италија |
| Година  | Утакмице | Голови  |
| ------- | -------- | ------- |
| 2005    | 2        | 0       |
| 2008    | 1        | 0       |
| 2011    | 1        | 0       |
| 2012    | 2        | 0       |
| Укупно  | 6        | 0       |

## Успеси

### Клуб
Јувентус
- Серија А: 1997/98
- Суперкуп Италије: 1997.

Галатасарај
- Суперкуп Турске: 2008.

Наполи
- Куп Италије: 2011/12.

Монако
- Прва лига Француске: 2016/17.

### Репрезентација
- Европско првенство: финалиста 2012.

### Индивидуални
- : 2009/10.[4]